# 日本の大学スポーツ競技・団体一覧
日本の大学スポーツ競技・団体一覧（にほんのだいがくスポーツきょうぎ・だんたいいちらん）は、日本国内における大学スポーツ競技の種類と運営を統括する主要関連団体を分類別にまとめた一覧。
なお競技種目によっては、当該競技の普及過程の事情により運営する競技団体が一つに統一されていない場合もあるので、詳細は当該種目の記事を参照。
また、「大学スポーツ競技」と「学生スポーツ競技」は、捉え方の違いにより、両者が同義となる場合と必ずしもそうでない場合がある。（詳細については学生スポーツを参照）

## アウトドアスポーツ
- オリエンテーリング : 日本学生オリエンテーリング連盟
- カヌー : 全日本学生カヌー連盟
- グラススキー : 日本グラススキー協会
- サーフィン : 日本学生サーフィン連盟
- 水上スキー : 全日本学生モーターボート・水上スキー連盟
- ゴルフ : 全日本学生ゴルフ連盟
- ダブルダッチ : 日本学生ダブルダッチ連盟
- 登山 : 日本山岳協会
- 馬術 : 全日本学生馬術連盟
- パラグライダー / ハンググライダー : 日本学生フライヤー連盟
- フライングディスク : 日本学生フライングディスク連盟
- グライダー : 日本学生航空連盟
- インラインホッケー : 日本学生インラインホッケー連盟
- ローラースケート : 日本学生ローラースポーツ連盟
- ローラーホッケー : 日本学生ローラースポーツ連盟

## 格闘技、武術
- 合気道 : 全日本学生合気道連盟[1]/関東学生合気道競技連盟[2]/全国学生合気道連盟
- 居合道 : 日本学生居合道連盟
- カポエイラ : 日本カポエィラ連盟
- 相撲 : 日本学生相撲連盟
- 柔道 : 全日本学生柔道連盟
- 空手道 : 全日本学生空手道連盟
- 剣道 : 全日本学生剣道連盟
- 杖道 : 全日本杖道連盟 / 全日本学生剣道連盟
- 古武道・古武術 : 全日本学生古武道連盟
- 銃剣道 : 全日本学生銃剣道連盟
- 短剣道 : 全日本学生銃剣道連盟
- 日本拳法 : 全日本学生拳法連盟
- サンボ : 日本サンボ連盟
- 少林寺拳法 : 全日本学生少林寺拳法連盟
- スポーツチャンバラ : 日本スポーツチャンバラ協会
- 武術太極拳 : 日本学生武術太極拳連盟
- 中国拳法 : 全日本中国拳法連盟
- テコンドー : 学生テコンドー連盟
- なぎなた : 全日本学生なぎなた連盟
- キックボクシング : 全日本学生キックボクシング連盟
- ムエタイ : 日本アマチュアムエタイ協会
- フェンシング : 全日本学生フェンシング連合
- ボクシング : 日本ボクシング連盟
- レスリング : 全日本学生レスリング連盟
- 躰道 : 日本躰道協会
- 槍道 : 全日本学生槍道連盟
- 斧道 : 全日本学生槍道連盟

## 集団型球技
- アメリカンフットボール : 日本学生アメリカンフットボール協会
- クリケット : 関東学生クリケット連盟
- ゲートボール : 日本ゲートボール連合
- 水球 : ※水上競技の章を参照。
- サッカー : 全日本大学サッカー連盟 / 全日本大学女子サッカー連盟
- セパタクロー : 全日本セパタクロー学生連盟
- ソフトボール : 全日本大学ソフトボール連盟
- タッチフットボール : 日本タッチアンドフラッグフットボール協会
- ドッジボール : 日本ドッジボール協会
- バスケットボール : 全日本大学バスケットボール連盟 / 日本車椅子バスケットボール大学連盟
- バレーボール : 全日本大学バレーボール連盟
- ハンドボール : 日本学生ハンドボール連盟
- ビーチバレー : 日本ビーチバレーボール連盟
- フィールドホッケー : 日本学生ホッケー連盟
- フットサル : 日本フットサル連盟
- フラッグフットボール : 日本タッチアンドフラッグフットボール協会
- 野球
  - 硬式野球 : 全日本大学野球連盟 / 日本学生野球協会
  - 準硬式野球 : 全日本大学軟式野球協会 / 全日本大学準硬式野球連盟
  - 軟式野球 : 全日本大学軟式野球協会 / 全日本大学軟式野球連盟 / 全日本学生軟式野球連盟
  - 女子野球 : 全日本大学女子野球連盟
- ラグビーユニオン : 日本ラグビーフットボール協会
- ラクロス : 日本学生ラクロス連盟

## ラケット対戦型球技
- エスキーテニス : 全日本学生エスキーテニス連盟
- テニス : 全日本学生テニス連盟 
  - ソフトテニス : 日本学生ソフトテニス連盟
- スカッシュ : 全日本学生スカッシュ連盟
- 卓球 : 日本学生卓球連盟
- バスク・ペロタ(ハイアライ) :
- バドミントン : 日本学生バドミントン連盟
- パドルテニス : 日本パドルテニス協会
- ラケットボール : 日本ラケットボール協会

## 混合競技
- 近代五種競技 : 日本近代五種・バイアスロン連合
- トライアスロン : 日本学生トライアスロン連合
- バイアスロン : 全日本学生スキー連盟

## 射的競技
- アーチェリー : 日本学生アーチェリー連盟
- 弓道 : 全日本学生弓道連盟
- クロスボウ : 日本ボウガン射撃協会
- 射撃 : 日本ベンチレスト射撃協会 
  - クレー射撃 : 日本学生クレー射撃連盟
  - ライフル射撃 : 日本学生ライフル射撃連盟
- ダーツ : 日本ダーツ協会
- ボウリング : 全日本学生ボウリング連盟

## 水上競技
- 水泳 : 日本水泳連盟（学生委員会）
  - 競泳 : 日本水泳連盟（学生委員会）
  - 飛込 : 日本水泳連盟（学生委員会）
  - 水球 : 日本水泳連盟（学生委員会）
  - アーティスティックスイミング : 日本水泳連盟（学生委員会）
  - オープンウォータースイミング : 日本水泳連盟（学生委員会）
- フィンスイミング : 日本水中スポーツ連盟普及教育委員会
- ボート競技 : 日本学生ボート連盟
- ヨット : 全日本学生ヨット連盟
- ウィンドサーフィン : 全日本学生ボードセイリング連盟

## 雪上競技
- アルペンスキー : 全日本学生スキー連盟 、全関西学生スキー連盟
- クロスカントリースキー : 全日本学生スキー連盟
- スキージャンプ : 全日本学生スキー連盟
- スキーボブ : 全日本学生スキー連盟
- ノルディックスキー : 日本学生氷上競技連盟
- フリースタイルスキー : 日本学生氷上競技連盟
  - モーグル : 全日本学生スキー連盟
  - エアリアル : 全日本学生スキー連盟
  - スキークロス : 全日本学生スキー連盟
- バックカントリースキー : 全日本学生スキー連盟
- バイアスロン : 全日本学生スキー連盟
- フィギアスキー : 全日本学生スキー連盟
- スキーボード : 日本学生スキーボード連盟
- スノーボード : 全日本学生スノーボード協会 、全日本学生スキー連盟
- ボブスレー : 日本学生ボブスレー連盟
- リュージュ : 日本学生ボブスレー連盟
- スケルトン : 日本学生ボブスレー連盟

## スケート競技
- アイスホッケー : 日本アイスホッケー連盟 / 日本学生氷上競技連盟
- インラインスケート : 日本学生氷上競技連盟
- カーリング : 日本学生氷上競技連盟
- スピードスケート : 日本学生氷上競技連盟
- フィギュアスケート : 日本学生氷上競技連盟

## 体操
- 新体操 : 全日本学生体操連盟
- 体操競技 : 全日本学生体操連盟

## パワースポーツ
- 重量挙げ : 全日本学生ウエイトリフティング連盟
- 綱引き : 日本綱引連盟
- ボディービル : 全日本学生ボディビル連盟
- パワーリフティング : 全日本学生パワーリフティング連盟

## マインドスポーツ
- 囲碁 : 全日本学生囲碁連盟
- エレクトロニック・スポーツ : 日本eスポーツ学生連盟
- オセロ : 学生オセロ連盟
- 将棋 : 全日本学生将棋連盟
- スクラブル :
- チェス : 全日本学生チェス連盟
- チェッカー :
- ブリッジ :
- ポーカー :
- 麻雀 : 日本学生麻雀連盟

## モータースポーツ・車両系
- オートバイレース : キャンパスオフロードミーティング with学ニ連(キャンオフ東日本)、関西学生自動二輪倶楽部連盟 (キャンオフ西日本)
- モーターボートレース : 全日本学生モーターボート・水上スキー連盟
- ジェットスキーレース : 全日本ジェットスキー学生連盟
- 航空レース : 日本学生航空連盟
- 自転車競技 : 日本学生自転車競技連盟 
  - バイクトライアル : 日本学生自転車トライアル連盟
- 自動車レース : 全日本学生自動車連盟
- カート : 全国大学カート連盟

## 陸上競技
- 駅伝 : 日本学生陸上競技連合
- 競走 : 日本学生陸上競技連合
- 混成競技 : 日本学生陸上競技連合
- 跳躍競技 : 日本学生陸上競技連合
- 投てき競技 : 日本学生陸上競技連合

## その他の競技
- 競技ダンス : 全日本学生競技ダンス連盟
- フラメンコ : 全国学生フラメンコ連盟
- チアリーディング : 日本チアリーディング協会 / 日本学生チアダンス連盟
- 全日本学生ライフセービング大会 : 日本ライフセービング協会
- バトントワリング : 全日本学生バトン連盟
- 応援団 : 全日本学生応援団連盟

## 総合体育大会
※複数競技種目が対象で参加校が地域内でオープンなもの
- 地区大学総合体育大会
  - 北海道地区大学体育大会 （2007年で54回）
  - 東北地区大学総合体育大会 （2007年で58回）
  - 関東甲信越大学体育大会 （2007年で56回）
  - 四国地区大学総合体育大会 （2007年で58回）
  - 九州地区大学体育大会 （2007年で57回）
- 地区国公立大学体育大会
  - 東京地区国公立大学体育大会 （2007年で55回）
  - 東海地区国立大学体育大会 （2007年で56回）
  - 北陸地区国立大学体育大会 （2007年で59回）
  - 中部地区国立大学体育大会
  - 近畿地区国立大学体育大会 （2007年で45回）
- 医科歯科系総合体育大会
  - 東日本医科学生総合体育大会 : 東日本医科学生体育連盟
  - 西日本医科学生総合体育大会 : 西日本医科学生体育連盟
  - 全日本歯科学生総合体育大会 : 全日本歯科学生体育連盟

## 総合定期戦
※ 複数競技種目が対象で参加校が固定化されているもの（記順が定まっていないものは五十音順）
- 青山学院大学対東北学院大学総合定期戦
- 鶴鷹祭
- 学習院大学対甲南大学総合定期戦

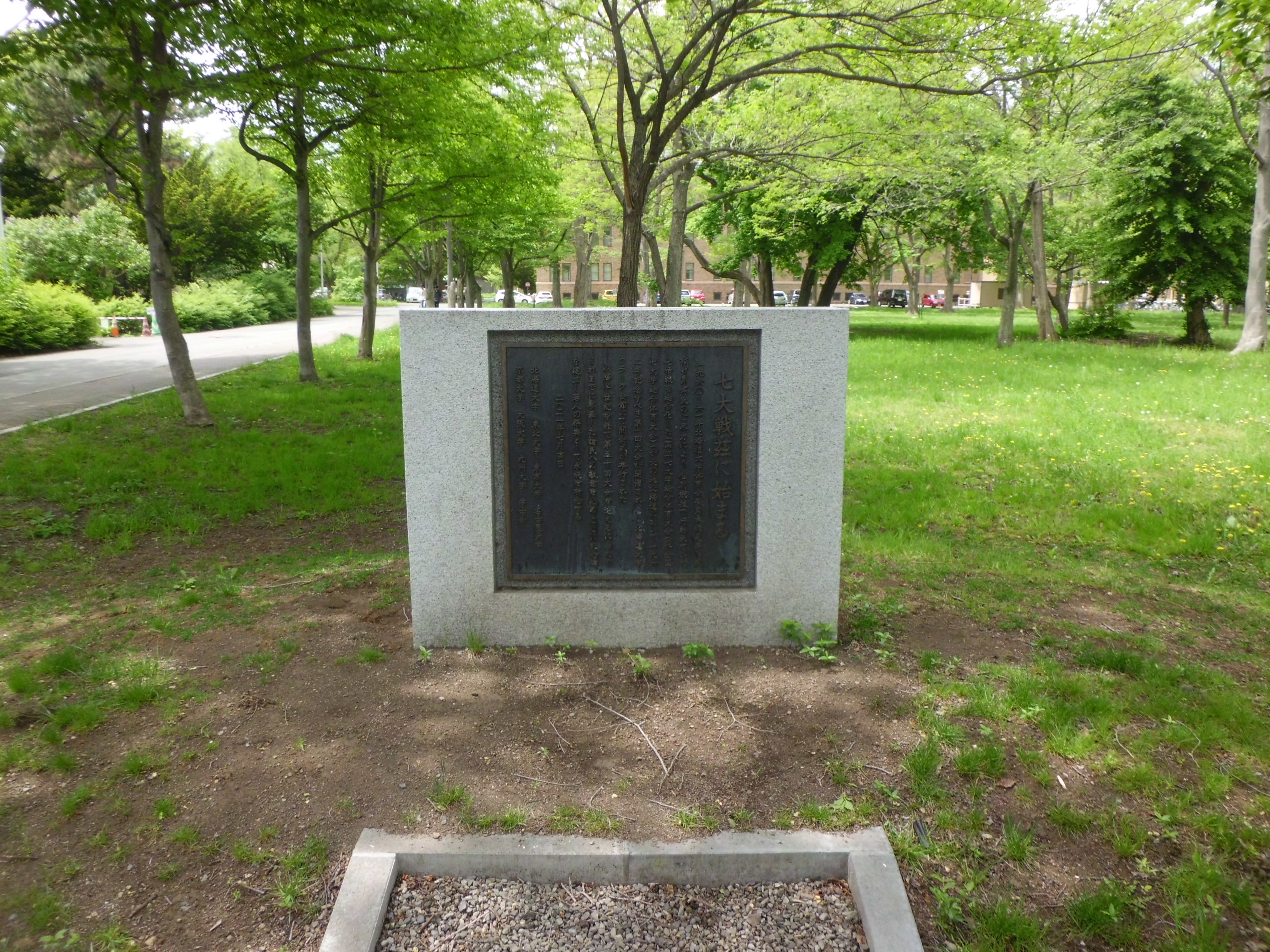
「七大戦茲に始まる」碑（北大構内）

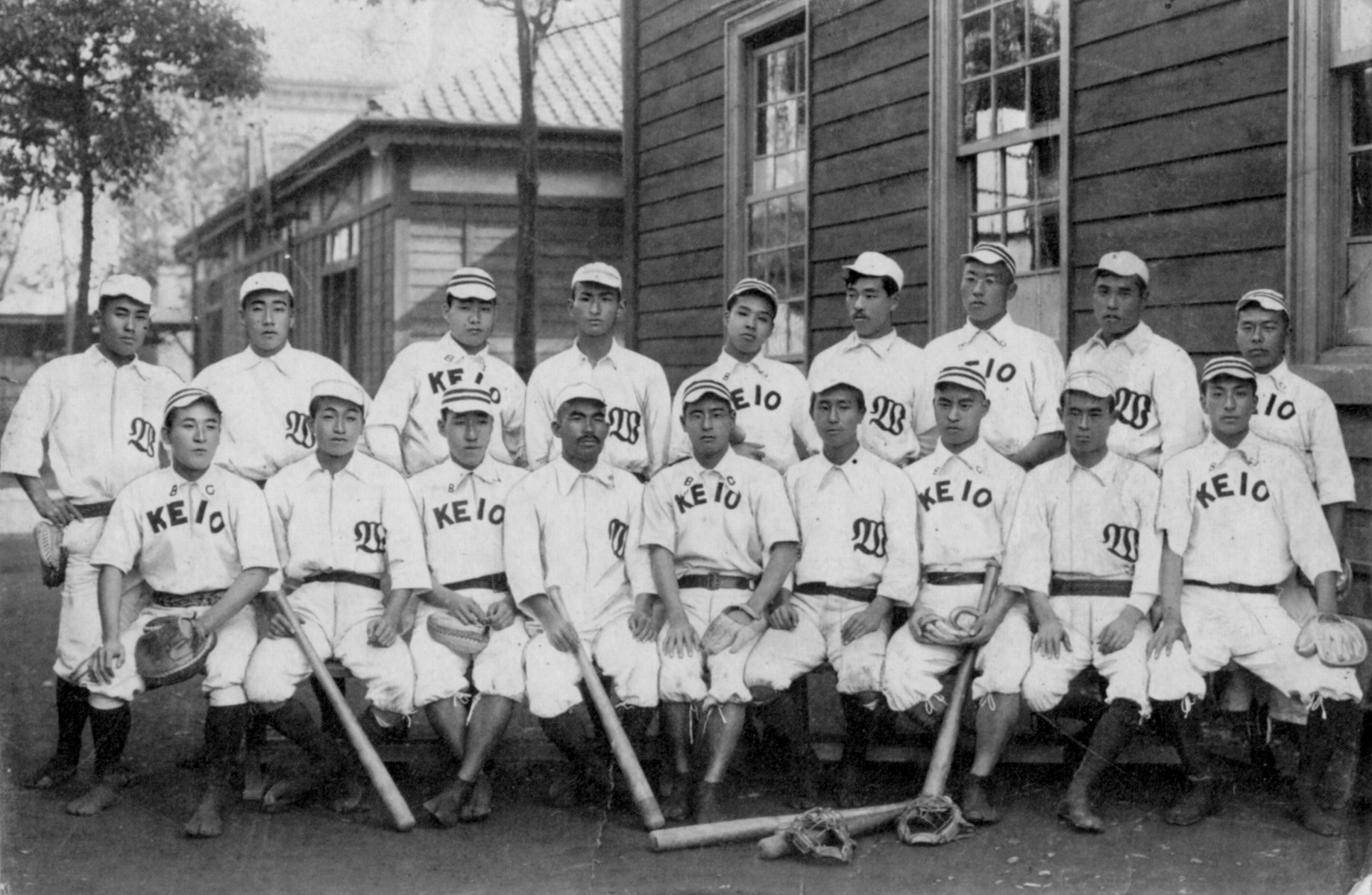
第1回早慶戦の両校選手（1903年11月21日）

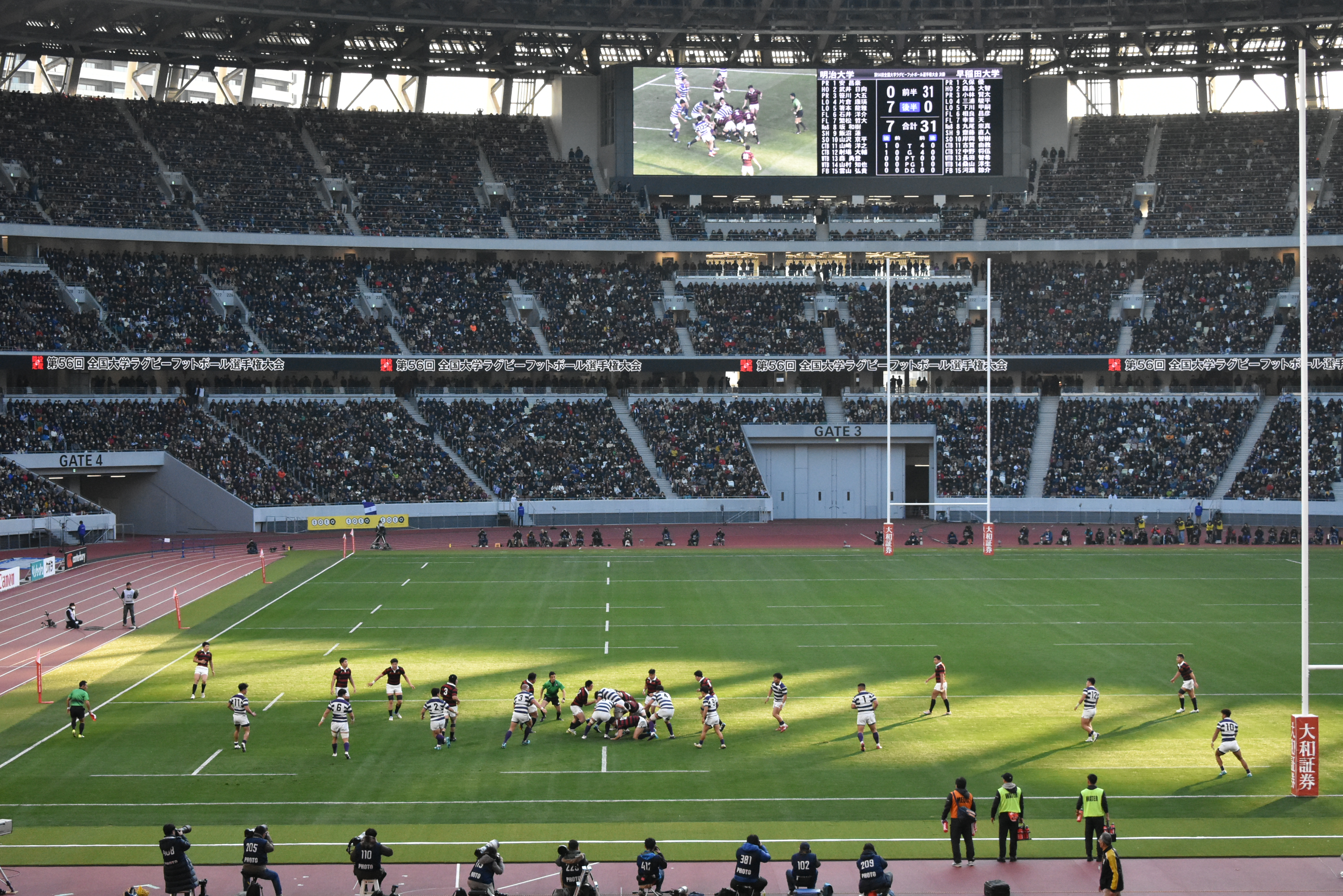
ラグビー早明戦（2020年大学選手権決勝）

- 神奈川県央三大学定期対抗戦（神奈川工科大学・産業能率大学・東京工芸大学総合定期戦）
- 熊本大学対熊本学園大学総合定期戦
- 慶関戦（慶應義塾大学対関西大学総合定期戦）
- 慶同戦（慶應義塾大学対同志社大学総合定期戦）
- 慶明戦
- 三商戦（大阪市立大学・神戸大学・一橋大学総合定期戦）
- 首都大学東京対大阪府立大学総合定期戦
- 首都大学東京対横浜市立大学総合定期戦
- 上南戦（上智大学対南山大学総合対校運動競技大会）
- 全国七大学総合体育大会（旧帝国大学総合定期戦）
- 早関戦（早稲田大学対関西学院大学総合定期戦）
- 早慶戦
- 総合関関戦（関関戦の発展型定期戦）
- 双青戦（京都大学東京大学総合対校戦）
- 早明戦
- 中央大学・立命館大学定期戦
- 東北学院大学対北海学園大学総合定期戦
- 東北工業大学対北海道工業大学総合定期戦
- 東北海道三大学体育大会（帯広畜産大学・北見工業大学・北海道教育大学釧路校総合定期戦）
- 同志社・立教定期戦
- 同立戦
- 中国五大学学生競技大会（岡山大学・島根大学・鳥取大学・広島大学・山口大学総合定期戦。2007年で第58回目）
- 名古屋大学・大阪大学対抗競技大会
- 日本体育大学対筑波大学定期戦（通称・日筑(にっつく)戦）
- 法関戦（法政大学対関西大学総合定期戦）
- 北海学園北見大学対北見工業大学総合定期戦
- 北海道大学対小樽商科大学総合定期戦
- 明立戦
- 四大学運動競技大会（学習院大学・成蹊大学・成城大学・武蔵大学総合定期戦）
- 龍産戦（龍谷大学対京都産業大学総合定期戦）
- 和滋二大学学長杯争奪総合定期戦（和歌山大学対滋賀大学総合定期戦）

## 単独種目競技会
- 全日本大学野球選手権大会
- 全日本医歯薬学生卓球大会
- 全日本医歯薬獣大学対抗陸上競技選手権大会
- 全日本薬学生卓球大会
- 全日本保健学生卓球大会
- 東日本医歯薬看護学生水泳競技大会

## 単独種目競技会（閉塞型）
※単独競技種目において特定の複数校の当該種目競技運動部間での締結によりとり行われているもの。ただし2校間の単なる定期戦などは対象外。当該種目の競技連盟主催としてオープンなものは前述該当節を参照のこと。
- 東京六大学水泳対抗戦 ※東京大学・早稲田大学・慶應義塾大学・法政大学・立教大学・明治大学
- 東京六大学対抗グライダー競技会
- 東海医歯薬科学生バドミントン大会
- 近畿東海医科学生バドミントン大会
- 関西医歯薬陸上競技大会
- 関西医歯薬学生剣道大会
- 関西薬学生剣道大会
- 関西薬学生バドミントン大会
- 関西薬学生連盟バレーボール大会
- 九州薬学生連盟バレーボール大会
- 九州地区大学野球選手権大会